# News of the World Darts Championship 1960
Die News of the World Darts Championship 1960 (offiziell: "News of the World" Individual Darts Championship of England and Wales) war ein Dartsturnier, das am 30. April 1960 im Empire Pool von Wembley (London) ausgetragen und durch die Boulevardzeitung News of the World gesponsert wurde. Es handelte sich um die 13. Auflage des Turniers als nationale Meisterschaft. Teilnahmeberechtigt waren die acht Gewinner der regionalen Meisterschaften der Saison 1959/60, die in England (Eastern Counties, Lancashire & Cheshire, London & Home Counties, Midland Counties, North of England, Western Counties und Yorkshire) sowie in Wales stattfanden.
Turniersieger wurde der Regionalmeister der Midland Counties Tom Reddington (George Hotel, Alfreton), der im Finale den walisischen Regionalmeister Dai Jones (Cambrian Hotel, Aberystwyth) besiegen konnte. Reddington hatte die Meisterschaft bereits im Jahr 1955 gewonnen und war nach Tommy Gibbons (1952, 1958) erst der zweite Spieler, der die Veranstaltung erneut für sich entscheiden konnte.

## Turnierplan
Die Ergebnisse sind nicht vollständig bekannt.

|  | Viertelfinale (Best of 3 Legs) | Viertelfinale (Best of 3 Legs) |                |   | Halbfinale (Best of 3 Legs) | Halbfinale (Best of 3 Legs) |  |  | Finale (Best of 3 Legs) | Finale (Best of 3 Legs) |
|  |                                |                                |                |   |                             |                             |  |  |                         |                         |
|  | Tom Reddington                 | 2                              |                |   |                             |                             |  |  |                         |                         |
|  | Jim Driscoll                   | 1                              |                |   |                             |                             |  |  |                         |                         |
|  | Jim Driscoll                   | 1                              | Tom Reddington | 2 |                             |                             |  |  |                         |                         |
|  |                                |                                | Tom Reddington | 2 |                             |                             |  |  |                         |                         |
|  |                                | Fred Ruddick                   | 1              |   |                             |                             |  |  |                         |                         |
|  | Fred Ruddick                   | Fred Ruddick                   | 1              | 2 |                             |                             |  |  |                         |                         |
|  | Fred Ruddick                   |                                |                | 2 |                             |                             |  |  |                         |                         |
|  | Jimmy Allen                    |                                |                |   |                             |                             |  |  |                         |                         |
|  |                                |                                | Tom Reddington | 2 |                             |                             |  |  |                         |                         |
|  |                                | Dai Jones                      | 1              |   |                             |                             |  |  |                         |                         |
|  | Dai Jones                      | 2                              |                |   |                             |                             |  |  |                         |                         |
|  | Cliff Williams                 |                                |                |   |                             |                             |  |  |                         |                         |
|  | Dai Jones                      | 2                              |                |   |                             |                             |  |  |                         |                         |
|  | Dai Jones                      | 2                              |                |   |                             |                             |  |  |                         |                         |
|  |                                | Fred Hill                      |                |   |                             |                             |  |  |                         |                         |
|  | Fred Hill                      | 2                              |                |   |                             |                             |  |  |                         |                         |
|  | Fred Hill                      | 2                              |                |   |                             |                             |  |  |                         |                         |
|  | Gordon Gregg                   |                                |                |   |                             |                             |  |  |                         |                         |